# São Jordão (Évora)
São Jordão é uma extinta freguesia rural do concelho de Évora. As suas origens estão relacionadas ao culto de São Jordão (lendário Bispo de Évora) que, segundo a tradição terá sido martirizado no ano 305, no preciso local onde se ergueu a igreja paroquial. A freguesia de São Jordão foi extinta a 1 de Novembro de 1946 e anexa à freguesia vizinha da Torre de Coelheiros.